# Hermann von Werner
Hermann Werner, ab 1879 von Werner, (* 18. Februar 1821 in Ellwangen; † 15. Oktober 1890 in Cannstatt) war Landtags- und Reichstagsabgeordneter.

## Familie
Hermann Werner wurde als eines von sechs Kindern des späteren Direktors der Finanzkammer in Reutlingen, Johannes von Werner, und dessen Ehefrau Friedericke Christiane geb. Fischer geboren. Sein ältester Bruder war Gustav Werner, der spätere Gründer des Bruderhauses in Reutlingen. Sein Sohn Hermann Werner (1848–1906) war einer der Gründer der Maschinenfabrik Werner & Pfleiderer.

## Leben
Hermann Werner besuchte die Lateinschule in Nürtingen und das Gymnasium in Stuttgart. Danach erhielt er von 1838 bis 1840 bei verschiedenen Kanzleien eine praktische Schreiber- und Verwaltungsausbildung. Nach einer praktischen Ausbildung auf der Hofdomäne Sindlingen studierte er von 1842 bis 1844 an der Landwirtschaftlichen Akademie in Hohenheim
. Nach Studienreisen durch Deutschland trat er 1844 eine Stelle als Verwalter bei dem Grafen Drechsel in Karlstein bei Regensburg an. Von 1845 bis 1851 stand er in Diensten des Herzogs von Croy-Dülmen in Weddern in Westfalen.
Von 1851 bis 1865 war er Vorstand der neugegründeten Staatsackerbauschule in Kirchberg/Oberamt Sulz und von 1865 bis 1872 Direktor der Land- und forstwirtschaftlichen Akademie Hohenheim. Von 1872 bis 1876 widmete er sich der Bewirtschaftung seines Guts in Nürtingen-Oberensingen. Ab 1876 war Werner Präsident der Königlich Württembergischen Zentralstelle für die Landwirtschaft in Cannstatt. Am 23. Januar 1890 trat er in den Ruhestand.

## Politik
Zwischen 1870 und 1890 gehörte er der Württembergischen I. Kammer als auf Lebenszeit ernanntes Mitglied an. Er legte das Mandat am 7. April 1890 aus gesundheitlichen Gründen nieder.
Von 1878 bis 1881 war er Mitglied des Deutschen Reichstags für den Wahlkreis Württemberg 5 (Esslingen, Nürtingen, Kirchheim, Urach) in der Fraktion der Deutschen Reichspartei.

## Ehrung
1879 erhielt Hermann von Werner das Kommenturkreuz des Württembergischen Kronordens, wodurch er in den persönlichen Adelsstand erhoben wurde.